# 2MASS J15074769-1627386
2MASS J15074769-1627386 ist ein L5-Zwerg im Sternbild Waage. Er wurde 2000 von I. Neill Reid et al. entdeckt.
Seine Position verschiebt sich aufgrund seiner Eigenbewegung jährlich um 0,9031 Bogensekunden. Zudem weist er eine Parallaxe von 136,4 mas auf.